# ティゴア
ティゴア (Tigoa)、ないし、ティンゴア (Tingoa) は、ソロモン諸島レンネル島の村。レンネル・ベローナ州の行政府所在地である。概ね海抜 12-20メートルの場所に位置している。

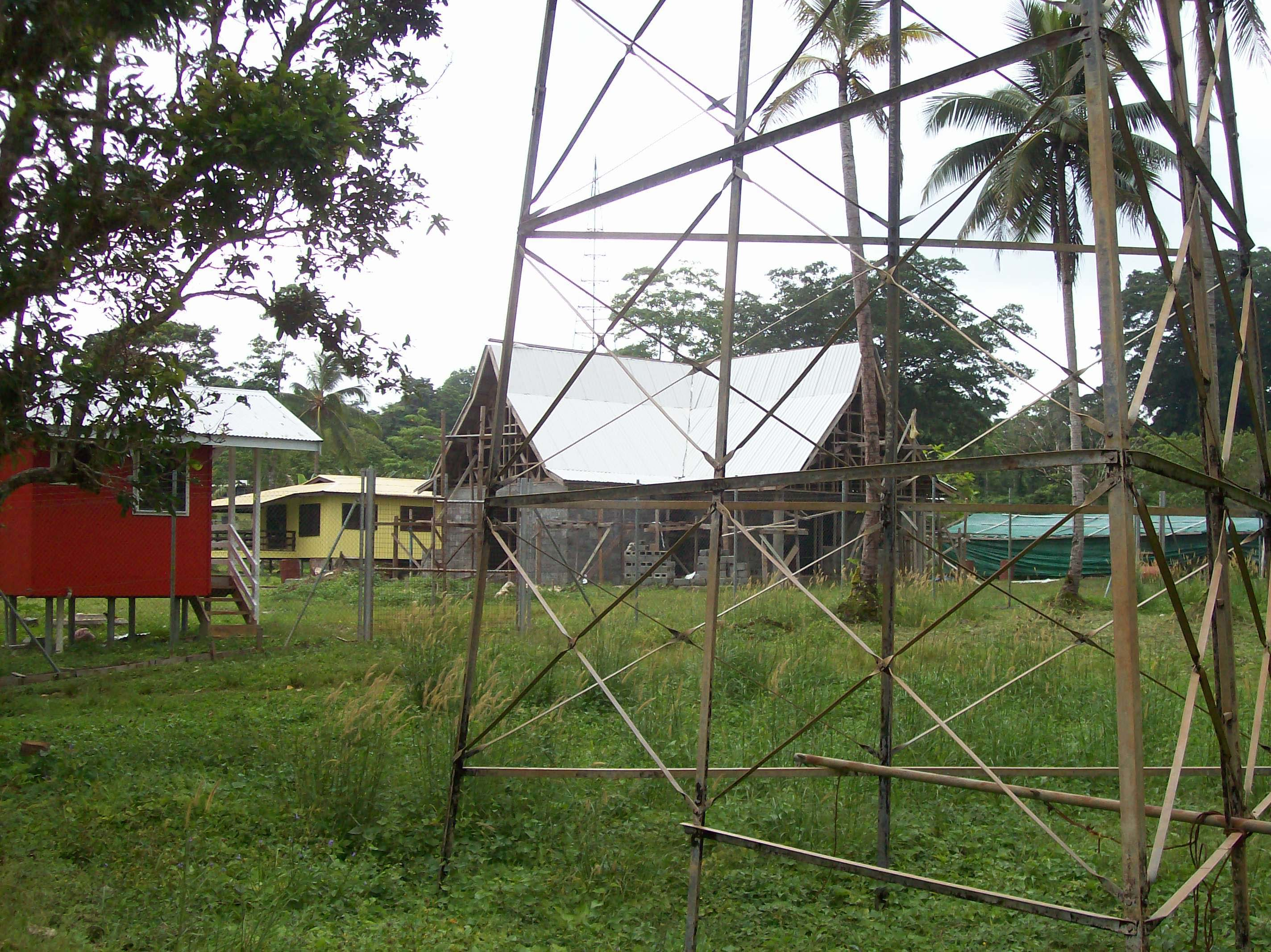
島に電話サービスを提供する通信施設 (Telekom building)。完成直前の2008年に撮影。

## 空港
- レンネル・ティンゴア空港

## 人口
2000年の国勢調査の時点で、村の人口は569人であった。その後、2013年時点の推計人口は613人であった。

## 教育
- Tupuaki Province Secondary School（トゥプアキ州立中学校）
- Tupuaki Primary School（トゥプアキ小学校）